# Klen u secesní vily
Klen u secesní vily je památný strom solitérní javor klen (Acer pseudoplatanus), který roste v městě Kraslice u Stříbrného potoka v okrese Sokolov v Karlovarském kraji, v areálu mateřské školy (vila průmyslníka Antona Richarda Breinla), severozápadně od bývalé nemocnice. Jedná se o zdravý vysoký a rozložitý javor s válcovitým kmenem. Na kmen nasedá ve výšce 3,5 m výrazná kosterní větev. Obvod kmene měří 392 cm, koruna stromu dosahuje do výšky 31 m (měření 2004). Za památný byl strom vyhlášen v roce 1984 jako strom významný vzrůstem a jako krajinná dominanta.

## Stromy v okolí
- Císařské duby v Kraslicích
- Borovice rumelská v Kraslicích (zaniklá)
- Lípa v Krásné u Kraslic
- Sněženské lípy
- Jasan v bývalé Dolní Vsi